# Rafael Rangel (paroisse civile)
Pour les articles homonymes, voir Rangel.
Rafael Rangel est l'une des douze paroisses civiles de la municipalité de Boconó dans l'État de Trujillo au Venezuela. Sa capitale est San Rafael.